# Герат
Гера́т (перс. هرات, дав.-гр. Αλεξάνδρεια εν Αρίοις, Αλεξάνδρια εν Αρείοις — Александрія-Аріана) — місто на північному заході Афганістану у долині річки Геріруд, центр однойменної провінції на кордоні з Іраном. Третє за величиною місто країни. За даними перепису 2006 року, населення становило 394 000 осіб, оцінка на 2021 рік — 592 000. У давнину — один із центрів караванної торгівлі на маршруті Великого шовкового шляху.

## Історія
Історія міста умовно поділяється на доісламський та ісламський періоди.

### Доісламський період
На місці, де нині стоїть місто, з 500 років до н. е. існувало поселення Арея. Так як власне місто було прикордонним, то населення становили переважно вихідці з Ірану та Персії. До наших часів про цей регіон дійшли згадки періоду правління Ахаменідів (550—330 роки до н. е.). Геродот зазначав, що арейці були у складі військ Ксеркса у його війнах з Грецією (близько 480 року до н. е.). В 330 році до н. е. Олександр Македонський захоплює місто, назвавши його Артакоаною.

### Ісламський період

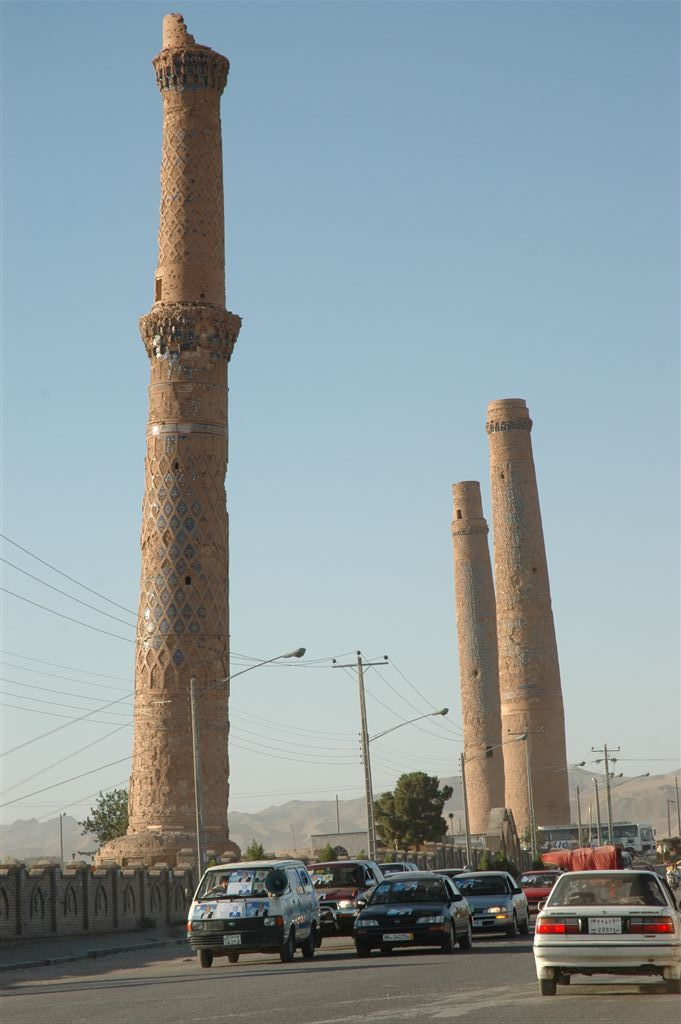
Руїни мінаретів комплексу Мусалла

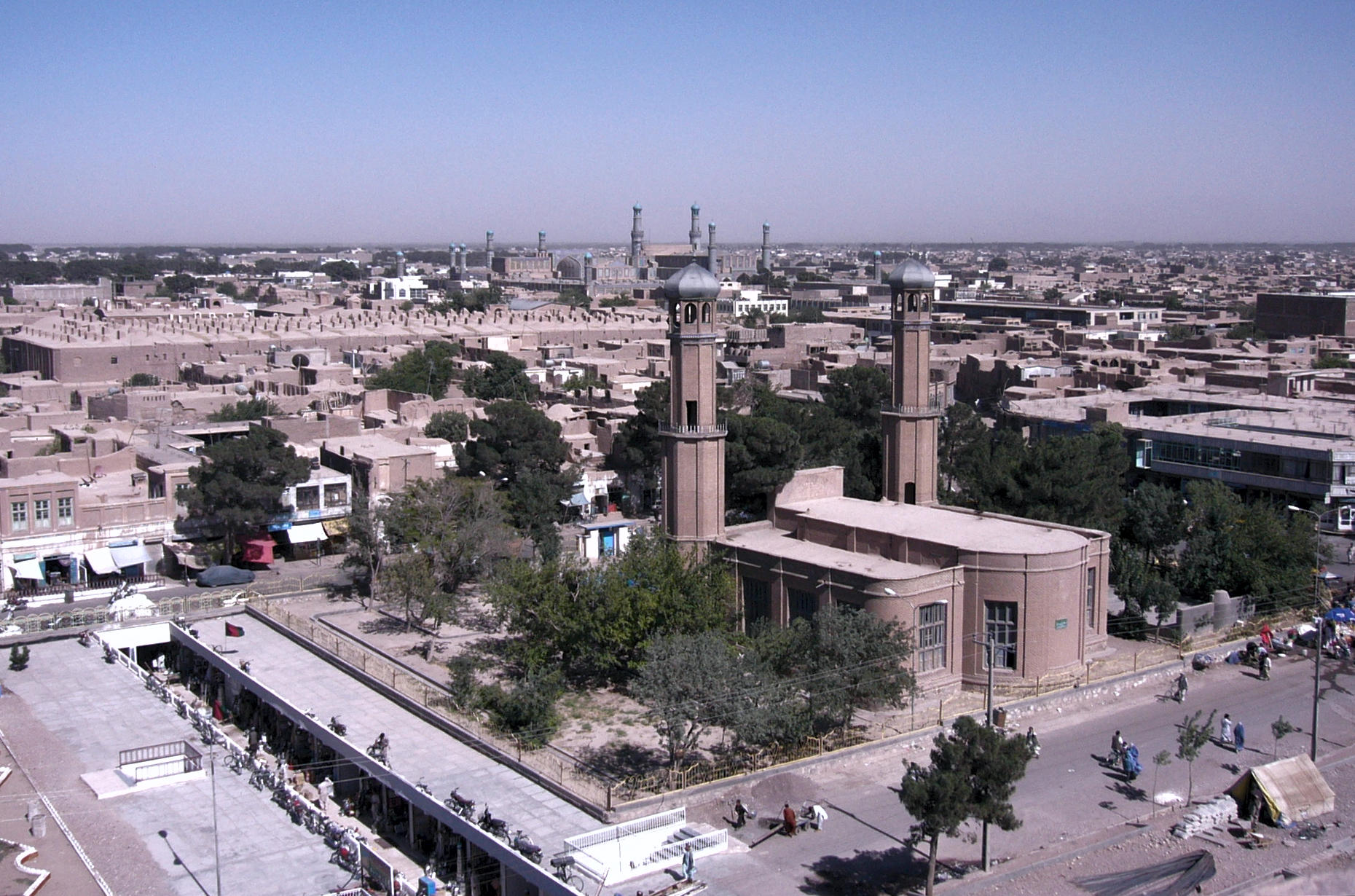
Герат

При Саманідах Герат — одне з головних міст Хорасану.
У 1221 був узятий монгольськими військами, а потім зруйнований майже дощенту.
У 1236 місто знову відновлене і заселене.
У XIII — XIV століттях історія Герата пов'язана з династією Куртів. У зв'язку з руйнуванням монголами Мерву і Балху торгові шляхи з Персії в Індію та Китай йшли через Герат.
У XV столітті при Тимуридах досягає найбільшого розквіту. У цей час став найбільшим торговельним, ремісничим і культурним центром регіону, мав зв'язки з Індією, Китаєм, Московською державою та іншими країнами. У цей період місто і його передмістя забудовуються чудовими мечетями, палацами, частина яких збереглася до наших днів.
У XVI столітті місто було підпорядковане Сефевідам, проти яких населення міста неодноразово піднімало повстання, одне з них завершилося утворенням в 1716 році Гератського князівства.
У 1732 захоплений Надир-шахом.
У 1747 увійшов до складу Дурранійської держави, а після її розпаду на початку XIX століття знову став незалежним.
мер — Зана Вахіде
Оволодіти Гератом прагнули Іран, який користувався підтримкою Росії, й Афганістан, підтримуваний Великою Британією. В 1837 війська іранського шаха Мохаммеда обложили Герат. Це викликало різке невдоволення Англії, вона вимагаючи виведення іранських військ з території Гератського князівства, ввела свій флот у Перську затоку. У березні 1841 іранські війська були виведені. У 1851 помер правитель Герата Яр Мохаммед-хан і за владу в Гераті боролися правителі сусіднього Кандагару, емір Афганістану, шах Ірану й Англія. У зв'язку з включенням Кандагара до складу Афганістану в 1855 іранські війська знову рушили до Герату під приводом захисту його від захоплення Афганістаном, це послужило для Англії приводом для нападу на Іран. Місто сильно постраждало від англійської артилерії.
У 1863 остаточно приєднаний до Афганістану.
У 1979 місто сильно постраждало від бомбардування радянською авіацією.

## Визначні пам'ятки
- Цитадель Герату. Найстаріші споруди датуються часом Олександра Македонського. Перебудована в XV столітті.
- Соборна мечеть Джума-Масджид (XVI століття)
- Мавзолей Гохаршад (перша половина XV століття)
- Мінарети, що входили в грандіозний ансамбль Мусалла, зруйнованого в 1885 англійцями.
- Музей моджахедів — музей, створений у 2010 році, присвячений Інтервенції Радянського Союзу в Афганістан (1979—89) та опору моджахедів проти радянських загарбників.

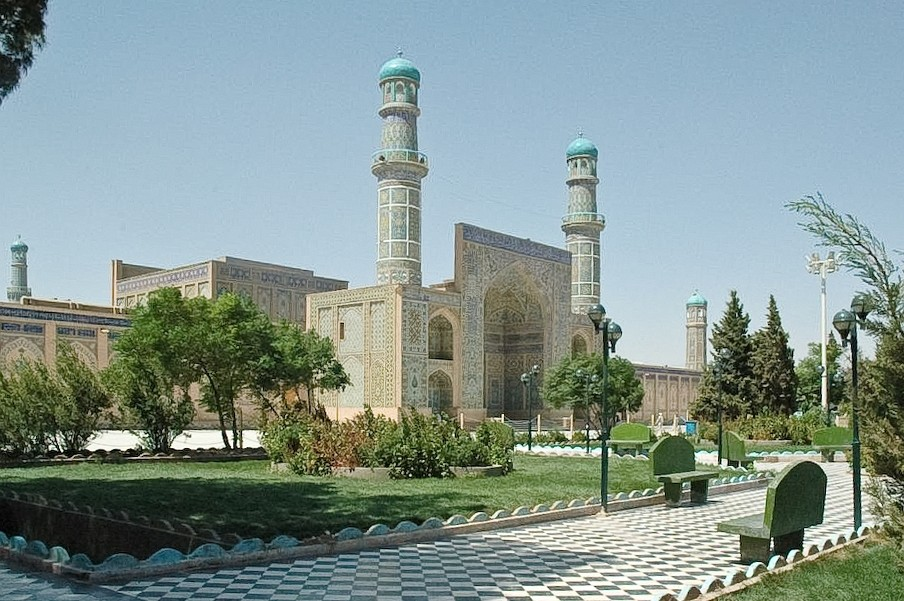
Соборна мечеть Джума-Масджид
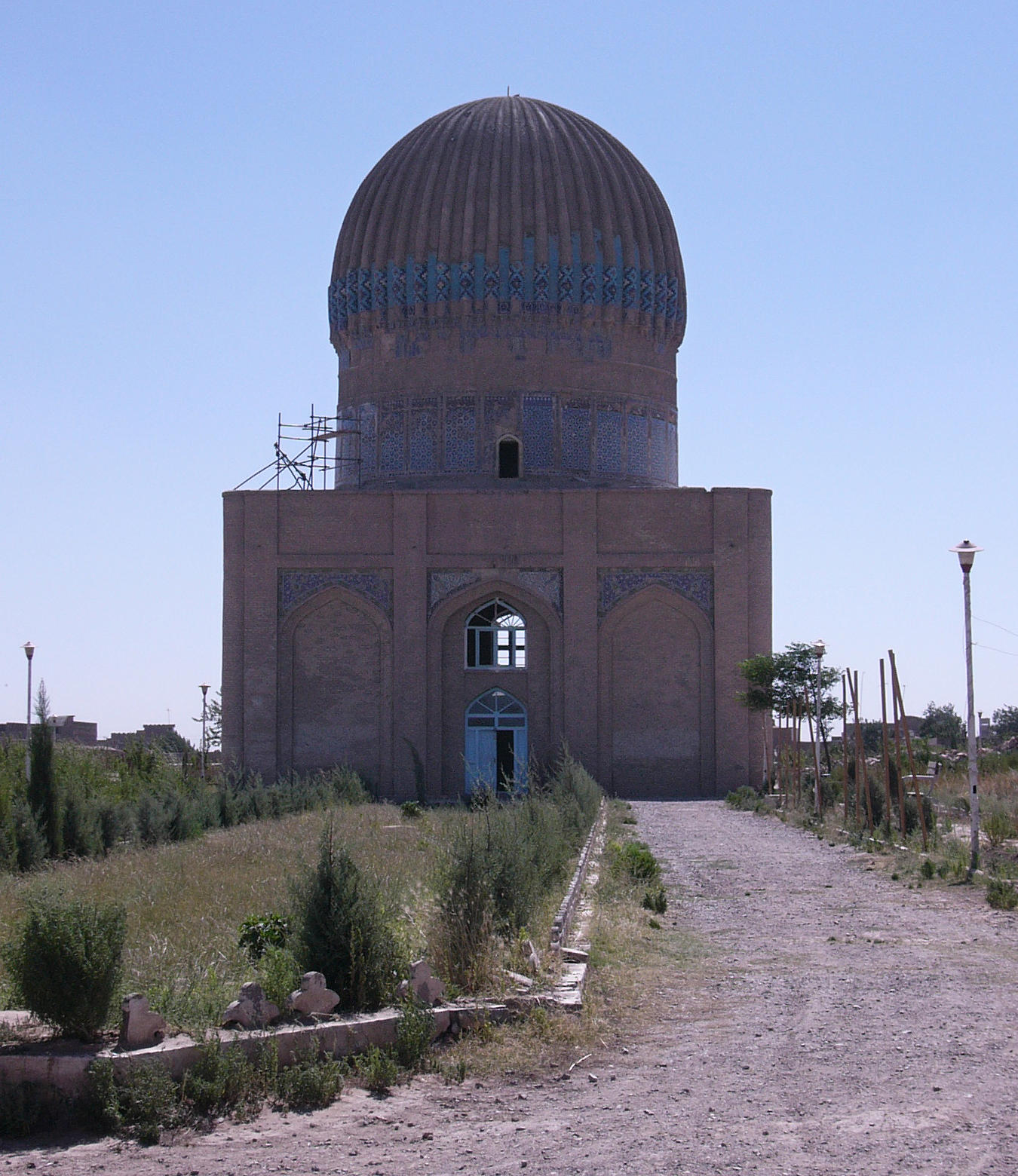
Гробниця Гохаршад
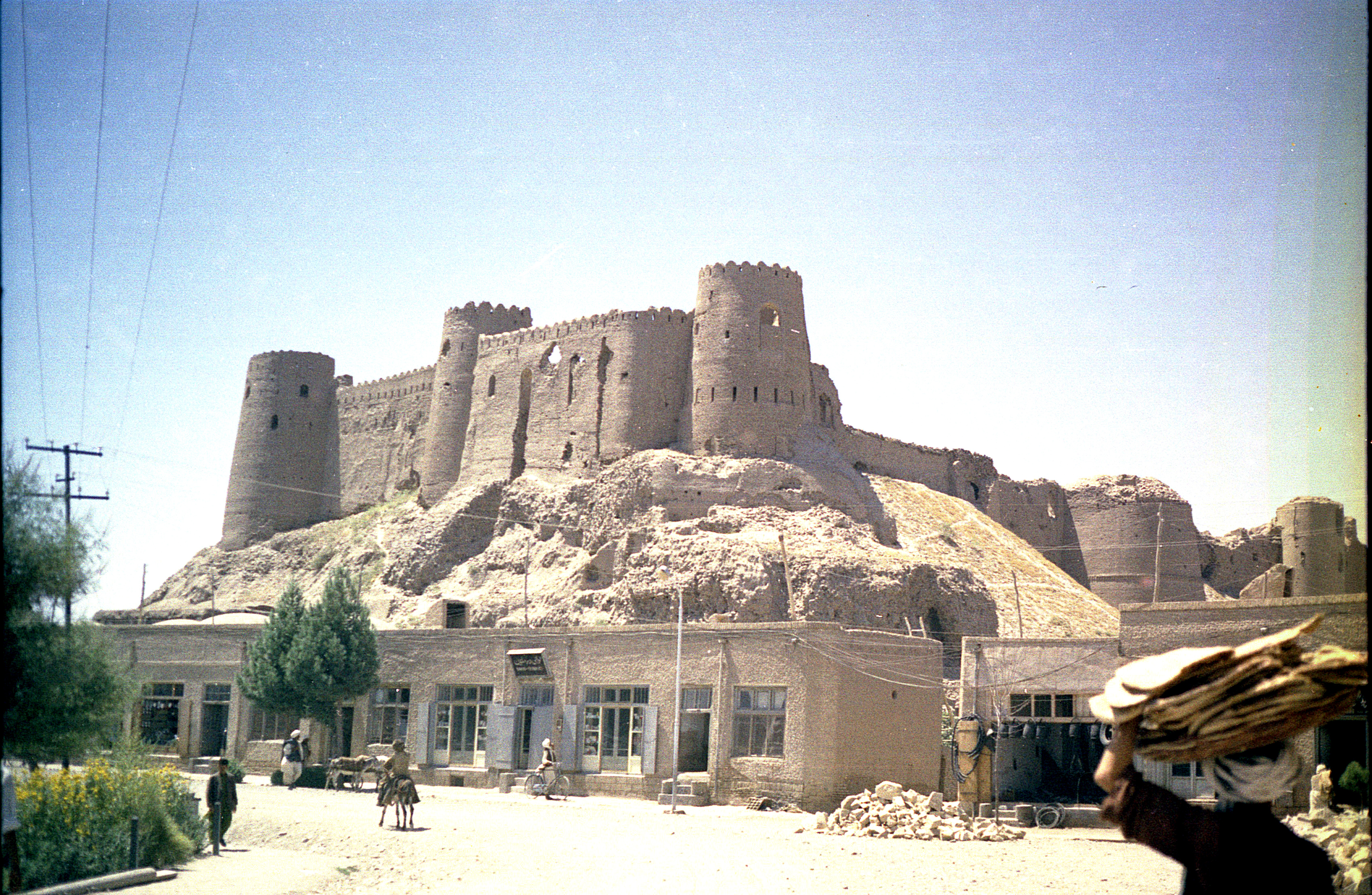
Старий форт

## Клімат
| Клімат Герата           | Клімат Герата | Клімат Герата | Клімат Герата | Клімат Герата | Клімат Герата | Клімат Герата | Клімат Герата | Клімат Герата | Клімат Герата | Клімат Герата | Клімат Герата | Клімат Герата | Клімат Герата |
| Показник                | Січ.          | Лют.          | Бер.          | Квіт.         | Трав.         | Черв.         | Лип.          | Серп.         | Вер.          | Жовт.         | Лист.         | Груд.         |               |
| Абсолютний максимум, °C | 24            | 27            | 30            | 36            | 40            | 42            | 44            | 40            | 39            | 35            | 27            | 25            |               |
| Середній максимум, °C   | 11            | 13            | 18            | 23            | 28            | 34            | 36            | 35            | 31            | 25            | 17            | 11            |               |
| Середня температура, °C | 4             | 6             | 10            | 15            | 20            | 26            | 28            | 26            | 22            | 15            | 8             | 4             |               |
| Середній мінімум, °C    | −2            | 0             | 3             | 8             | 13            | 18            | 21            | 18            | 13            | 6             | 0             | −2            |               |
| Абсолютний мінімум, °C  | −19           | −11           | −13           | −2            | 2             | 10            | 15            | 10            | 2             | −4            | −8            | −22           |               |
| Норма опадів, мм        | 30            | 40            | 40            | 50            | 10            | 0             | 0             | 0             | 0             | 0             | 0             | 30            |               |
| ----------------------- | ------------- | ------------- | ------------- | ------------- | ------------- | ------------- | ------------- | ------------- | ------------- | ------------- | ------------- | ------------- | ------------- |
| Джерело: Weatherbase    |               |               |               |               |               |               |               |               |               |               |               |               |               |

## Персоналії

### Відомі особистості, пов'язані з Гератом
- Александр Македонський
- Нізамаддін Мір Алішер Навої
- Джамі
- Гохаршад
- Шахрух
- Аббас I Великий
- Шейхзаде
- Алішер Навої

### Уродженці
- Надія Анжуман (1980—2005) — афганська поетеса.